# Markus Karp
Markus Karp (* 13. März 1966 in Wolfsburg) ist ein deutscher Politiker und Mitglied der CDU. Er arbeitet als Professor an der Technischen Hochschule Wildau (TH Wildau).

## Leben
Der promovierte Karp war von 1999 bis 2004 Professor für Betriebswirtschaftslehre, Marketing, Kommunikation und Dienstleistungsmanagement an der TH Wildau. Von Oktober 2004 bis Dezember 2005 war er Staatssekretär im Ministerium für Wissenschaft, Forschung und Kultur des Landes Brandenburg.
Er war Wahlkampfleiter der CDU bei der Oberbürgermeisterwahl in Wolfsburg 2001 und Leiter des Wahlkampf-Teams der CDU in Niedersachsen bei der Landtagswahl 2003, die zur Regierungsübernahme unter Ministerpräsident Christian Wulff führte.
Markus Karp wurde am 25. November 2005 zum kaufmännischen Vorstand der Stadtwerke Wolfsburg AG gewählt, in dessen Aufsichtsrat er bereits Mitglied war. Damit war er gleichzeitig Geschäftsführer einiger Tochtergesellschaften, unter anderen auch des Wolfsburger Energie- und Wasserversorgers LSW und der Wolfsburger Verkehrs GmbH. Seinen Vorstandsposten trat er am 1. Januar 2006 an. Gleichzeitig schied er aus dem Rat der Stadt Wolfsburg aus.
Im September 2010 wurde Karp öffentlich durch den früheren Pressesprecher Maik Nahrstedt der Vorteilsnahme und Vorteilsgewährung beschuldigt. Nach Aufnahme von Ermittlungen der Staatsanwaltschaft Braunschweig ließ Karp seinen Vorstandsposten vorerst ruhen und schied zum 31. Dezember 2010 aus dem Unternehmen aus. Die nach den Ermittlungen der Staatsanwaltschaft gegen Markus Karp erhobene Anklage wurde vom zuständigen Landgericht mangels Tatverdachts nicht zur Hauptverhandlung zugelassen. Auch die Generalstaatsanwaltschaft hat ihre zunächst erhobene Beschwerde gegen die Nichtzulassung zurückgenommen. Die Vorwürfe gegen Markus Kap trafen demnach nicht zu.
Markus Karp ist seit dem Ausscheiden aus den Stadtwerken erneut als Professor an der TH Wildau tätig. Er schreibt als Gastautor für die Achse des Guten. sowie für die Zeitschrift Cicero. und andere Zeitschriften wie Magdeburg Kompakt.